# Регенти на България
В историята на монархията в България регенти на български владетели управляват страната от името на недееспособен монарх поради малолетието му или до избирането на нов монарх.

## Регенти

### След хан Омуртаг
Кавханът Исбул е регент след смъртта на хан Омуртаг, когато наследникът му хан Маламир е още малолетен.

### След хан Маламир
- Кавхан Исбул е регент и на Пресиян – малолетния племенник на Маламир.
- При цар Коломан I Асен – От името на малолетния цар (1241 – 1246) Коломан I Асен, държавата е управлявана от регентство.
- При цар Михаил II Асен – 1246 – 1253 година – регентски съвет, начело с Ирина Комнина
- При цар Иван IV Смилец – Регентски съвет, начело с майка му Смилцена, а после с деспот Елтимир.

### След княз Александър Батенберг
Стефан Стамболов, Сава Муткуров и Петко Каравелов (заменен от Георги Живков) са регенти след абдикирането на княз Александър I Батенберг до избирането и встъпването в длъжност на новия княз Фердинанд I Сакскобургготски.

### След цар Борис III
След смъртта на цар Борис III, поради малолетието на наследника му Симеон II, регенти са княз Кирил Преславски, Богдан Филов и Никола Михов, заменени след Деветосептемврийския преврат от Тодор Павлов, Венелин Ганев и Цвятко Бобошевски.